# ニコルソン (DD-52)
|          |                                          |
| 艦歴     |                                          |
| 発注     | 1919年3月                                |
| 起工     | 1913年9月8日                             |
| 進水     | 1914年8月19日                            |
| 就役     | 1915年4月30日                            |
| 退役     | 1922年5月26日                            |
| その後   | 1936年6月30日にスクラップとして廃棄      |
| 除籍     | 1936年1月7日                             |
| 性能諸元 |                                          |
| 排水量   | 1,050トン                                |
| 全長     | 305 ft 3 in (93 m)                       |
| 全幅     | 29 ft 10 in (9.1 m)                      |
| 吃水     | 9 ft 3 in (2.8 m)                        |
| 機関     | 4缶、蒸気タービン2基、2軸推進、17,000shp |
| 最大速   | 29ノット (54 km/h)                       |
| 乗員     | 士官、兵員106名                          |
| 兵装     | 4インチ砲4門 21インチ魚雷発射管8門       |

ニコルソン (USS Nicholson, Destroyer No. 52/DD-52) は、アメリカ海軍の駆逐艦。オブライエン級駆逐艦の1隻。艦名は多くの海軍軍人を輩出したニコルソン家の5人、ジェームズ、サミュエル、ジョンの兄弟およびジョンの息子ウィリアム、サミュエルの曾孫ジェームズに因んで命名された。その名を持つ艦としては2隻目。

## 艦歴
ニコルソンは1913年9月8日にペンシルベニア州フィラデルフィアのクランプ造船所で起工した。1914年8月19日にチャールズ・T・テーラー夫人によって命名、進水し、1915年4月30日に艦長A・E・ワトソン少佐の指揮下就役する。北大西洋での整調巡航の後、ニコルソンはカリブ海および東海岸沿いで1917年前半まで活動した。

### 第一次世界大戦
アメリカ合衆国が1917年4月6日にドイツに宣戦布告し第一次世界大戦に参戦すると、ニコルソンは僚艦のカミングズ (USS Cummings, DD-44)、カッシング (USS Cushing, DD-55) 、オブライエン (USS O'Brien, DD-51) 、サンプソン (USS Sampson, DD-63) と共に5月15日にニューヨークを出航した。駆逐艦隊は5月24日にアイルランドのクイーンズタウンに到着し、戦地での任務に就く。
10月中旬にニコルソンは東へ向かう輸送船団 HS14 のための護衛艦隊の1隻として出航した。10月19日の08:50、船団から約90カイリ (100 mi; 170 km) 前方の海域でドイツ潜水艦U-62の攻撃を受けていた貨客船J.L.ラッケンバッハ (SS J. L. Luckenbach) からのSOSを受信する。カニンガム (USS Conyngham, DD-58) 艦長のアルフレッド・W・ジョンソン少佐（駆逐艦隊長）はラッケンバッハ救援のためニコルソンを派遣した。ラッケンバッハは自身も艦砲を装備していたが、その射程はU-62が装備する8.8cm2門の射程に及ばなかった。ニコルソンが現場に到着したのは12:30頃で、U-62はラッケンバッハに対しておよそ3時間に及ぶ砲撃を行っていた。数多くの砲撃がなされたものの、命中したのは1ダース分のみであった。しかしながら、その命中弾はラッケンバッハの積み荷である綿を発火させた。ニコルソンはその4インチ砲でUボートに対して砲撃を行い、第2陣の攻撃を行い始めたときにU-62は潜行してその姿を消した。ニコルソンはラッケンバッハにダメージコントロール班を移乗させ、部隊は消火および損傷の修理を行った。数時間後、ラッケンバッハとニコルソンは再び輸送船団に加わった。

### 1917年11月17日の戦闘
翌月、ニコルソンは再びUボートとの戦闘を行う。駆逐小艦隊の旗艦としてニコルソンは艦長フランク・バーリエン少佐の指揮下、僚艦と共に11月17日の午後に東行きの輸送船団 OQ20 と合流した。16:15頃に8隻から成る船団の後方に位置していたファニング (USS Fanning, DD-37) の哨戒手が前方に潜望鏡を発見した。その潜望鏡はグスタフ・アムベルガー大尉の指揮するU-58の物であり、U-58はイギリス船籍の汽船ウェルシュマン (SS Welshman) に対して雷撃を行った。
ファニングは旋回し、潜望鏡が視認できた場所に爆雷を投下したが、輸送船団と併走したニコルソンはほぼ同じ位置に自らの爆雷を投下した。この2隻による攻撃は功を奏し、2個の爆雷がU-58の水平舵を稼働させる発電機を破壊、U-58は操縦が困難になった。U-58は僅かの間水面に浮上し、ファニングは爆雷3個をUボートに対して投下した。この3個の爆雷がUボートの全電力を停止させ、手動による水平舵の操作も不可能とした。Uボートは164フィート(50m)の深さに下降した。アムベルガー大尉はバラスト水の排出を命じ、Uボートはゆっくりと浮上、艦首を下に向けたまま安定した。Uボートの4名の士官および35名の兵は捕らえられ、16:28にファニングに対して降伏した。U-58は海水弁を開き自沈した。U-58の乗員一名がファニングに移乗する前に溺れ、もう一名は移乗の後心臓発作で死亡した。
Uボート沈没に関する公式発表は12月29日に行われた。ファニングとニコルソンは戦果を分け合い、ワシントン・ポスト紙は戦時における「初のアメリカ合衆国によるUボートの戦果」としてこれを報じた。のちにアメリカ海軍駆逐艦2隻による初のUボートの戦果として記録された。
1918年2月、ニコルソンはブレストに移動しフランス沿岸での船団護衛任務に就く。9月上旬にニコルソンは6隻の駆逐艦から成る護衛艦隊の1隻として西に向かう海軍輸送船、アガメムノン (USS Agamemnon, ID-3004) とマウントヴァーノン (USS Mount Vernon, ID-4508) を護衛した。9月5日の朝、ブレスト西方約250カイリ (290 mi; 460 km) に於いてドイツ潜水艦U-82がマウントヴァーノンに対して雷撃し、ボイラー1基を破壊した。ニコルソン、コナー (USS Conner, DD-72)、ウィンスロー (USS Winslow, DD-53) 、ウェインライト (USS Wainwright, DD-62) の4隻はUボートに対して爆雷攻撃を行ったが成果は無かった。しかしながら、マウントヴァーノン自身の防御の努力と相まって、Uボートによるとどめの攻撃を妨げるのに成功した。マウントヴァーノンは無事ブレストに戻ったが、乗員乗客総計1450名の内、37名の乗員が失われた。

### 戦間期
1918年11月11日に休戦協定が成立し、ニコルソンはフランスの水域に留まった。1919年1月10日にニューヨークに到着し、その後は東海岸沿いでの活動を再開、11月27日にフィラデルフィアに予備役に置かれた。
1920年7月、船体番号 DD-52 がニコルソンに割り当てられた。1921年5月には限定就役状態で復帰した。その後約1年間現役で活動を続け、1922年5月26日にフィラデルフィアで退役した。ニコルソンは1936年1月7日に除籍され、6月30日にスクラップとして売却された。

### 注
1. ↑  SS J. L. Luckenbach  had originally been the North German Lloyd passenger vessel SS Saale, which had burned at Hoboken, New Jersey in June 1900 with the loss of nearly a hundred persons. Coincidentally, the fire in New Jersey had begun when cotton on the pier next to Saale had ignited and spread to the ship. See: Helgason, Guðmundur. "Ships hit during WWI: J. L.  Luckenbach". German and Austrian U-boats of World War I - Kaiserliche Marine - Uboat.net. 2009年5月22日閲覧。

## 参照
1. 1 2 3 4 5 6 7  Naval History & Heritage Command. "Nicholson". Dictionary of American Naval Fighting Ships. 2009年5月22日閲覧。
2. 1 2 3 4  Bauer and Roberts, p. 171.
3. ↑  Naval History & Heritage Command. "Cummings". DANFS. 2009年5月22日閲覧。
4. ↑  Naval History & Heritage Command. "Nicholson". DANFS. 2009年5月22日閲覧。
5. ↑  Naval History & Heritage Command. "O'Brien". DANFS. 2009年5月22日閲覧。
6. ↑  Naval History & Heritage Command. "Sampson". DANFS. 2009年5月22日閲覧。
7. ↑  Sims, p. 148.
8. ↑  Luckenbach armed, outranged: Sims, p. 149; U-62 armament: Gardiner, p. 177. Identity of U-boat: Helgason, Guðmundur. "Ships hit during WWI: J. L.  Luckenbach". German and Austrian U-boats of World War I - Kaiserliche Marine - Uboat.net. 2009年5月22日閲覧。
9. 1 2  Sims, p. 149.
10. 1 2  Sweetman, p. 124.
11. 1 2  Sims, p. 154-55.
12. 1 2 3  Messimer, pp. 78-79.
13. ↑  Sims, p. 156.
14. 1 2  “Official account of U-boat sinking”. The Christian Science Monitor:  p. 1. (1917年12月29日)
15. ↑  “Helps to take u-boat”. The Washington Post:  p. 3. (1917年12月30日)
16. 1 2  Naval History & Heritage Command. "Winslow". DANFS. 2009年5月22日閲覧。
17. 1 2  Gleaves, p. 143.
18. ↑  Naval History & Heritage Command. "Mount Vernon". DANFS. 2009年5月22日閲覧。
19. ↑  Gleaves, pp. 144-45.
20. ↑  Gleaves, p. 148.

- この記事はアメリカ合衆国政府の著作物であるDictionary of American Naval Fighting Shipsに由来する文章を含んでいます。